# Conselho Supremo Militar e de Justiça
O Conselho Supremo Militar e de Justiça do Brasil, conhecido atualmente como Superior Tribunal Militar (STM), é a mais alta corte da Justiça Militar da União no Brasil. Sua história remonta ao período colonial, passando por diversas transformações até a configuração atual.
Durante o Brasil Colônia, existiam juízes e tribunais militares que julgavam crimes e infrações cometidos por militares, mas não havia um órgão superior específico para essas questões. Com a vinda da família real portuguesa para o Brasil em 1808, foram criadas estruturas judiciárias mais organizadas, incluindo no âmbito militar.
O Conselho Supremo Militar e de Justiça foi criado efetivamente em 1º de abril de 1808, por Dom João VI, então regente de Portugal. Originalmente, era composto por oficiais-generais e tinha a função de julgar os crimes militares em última instância. A criação desse conselho foi um passo significativo na organização da Justiça Militar no Brasil, marcando a separação entre a administração militar e a justiça militar.
Após a independência do Brasil, o Conselho passou por reformulações, adaptando-se à nova estrutura política do país. Com a Proclamação da República em 1889, houve mudanças significativas em sua composição e competências. O nome "Conselho Supremo Militar e de Justiça" foi mantido até 1930, quando o órgão foi reestruturado e renomeado para Tribunal Militar de Apelação.
A Constituição de 1946 trouxe novas mudanças, transformando o Tribunal Militar de Apelação em Superior Tribunal Militar (STM), nome que se mantém até hoje. A Constituição de 1988 reafirmou o STM como órgão de cúpula da Justiça Militar da União, composto por quinze ministros, sendo dez militares (oficiais-generais das Forças Armadas) e cinco civis.
O STM julga crimes militares definidos no Código Penal Militar, e sua função é garantir a aplicação da lei dentro das instituições militares, assegurando a disciplina e a hierarquia, pilares essenciais das Forças Armadas. Ao longo dos anos, o STM adaptou-se às mudanças políticas, sociais e legais do Brasil, mantendo seu papel crucial no sistema judiciário do país.